# Cripta de la Colegiata de Roncesvalles
La Cripta de la Colegiata de Roncesvalles es una cripta situada bajo el presbiterio y parte de la nave central de la Iglesia de la Colegiata de Roncesvalles en Roncesvalles (Navarra, España). Parece ser que la razón de su construcción obedecía simplemente a criterios estructurales «puesto que no está atestiguado el culto a reliquias relevantes durante el primer siglo» de la colegiata.

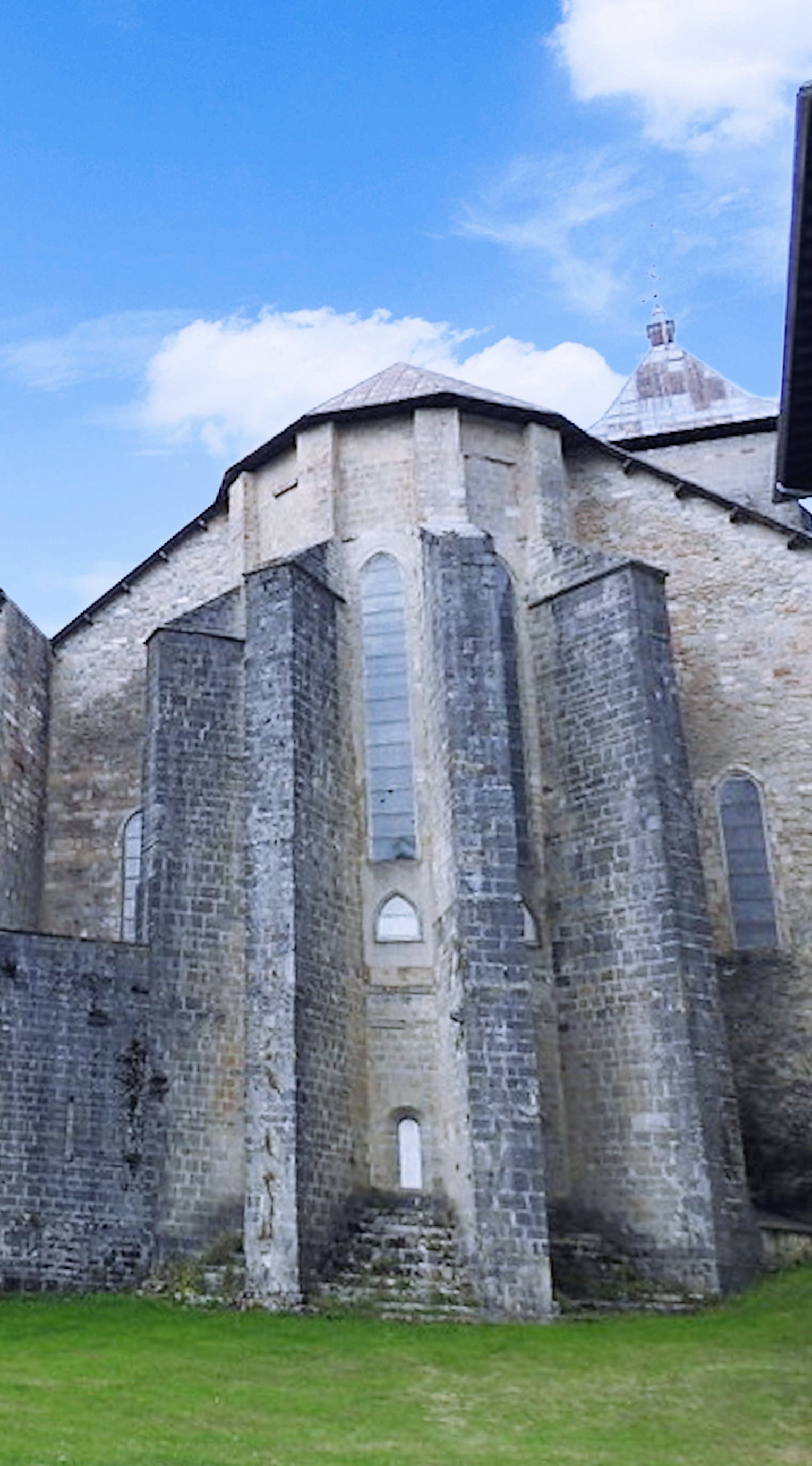
Vista exterior de la iglesia de la Colegiata de Roncesvalles donde se observa la cabecera del templo y de la cripta

## Descripción
Es uno de los elementos que perviven de la construcción original de la actual iglesia colegiata en el siglo XIII y fue diseñada para salvar el desnivel existente en el terreno sobre el que se construyó la iglesia, levantada al principio de la llanura de Burguete. Por esta razón la cripta cuenta con ventanas al exterior. Se levantó cerca del Hospital de la Caridad, hacia el este, dejando «espacio para la calzada jacobea».
Es una estancia con cabecera pentagonal, un tramo de la misma, el que se corresponde al crucero de la iglesia se cubre con bóveda de cañón y la cabecera con bóvedas de paño. En los plementos centrales de la bóveda de cabecera se abren ventanales formados por arcos de medio punto. El acceso a la cripta se realiza a lo largo de un largo pasillo con una escalera de gran desnivel, cuyo entrada está situada en el muro del lado del evangelio de la iglesia. Las dimensiones de la cripta, de 7,15 m de ancho. por 7,20 de longitud, permite la disposición de sus gruesos muros (entre 2,65-2,85 m) de tal manera que contribuyen al sostenimiento de los pilares de la iglesia cuya nave central tiene una anchura de 8,40 m.

### Pinturas
Un elemento destacable de la cripta son las pinturas murales que datan del siglo XIII, pero que se encuentran muy deterioradas. Para proteger estas pinturas se decidió cerrar la cripta durante muchos años al público, pero fue reabierto hace unos pocos años y actualmente se puede visitar.
Aunque es un conjunto pictórico modesto «los motivos empleados no se repiten en otros templos peninsulares, por lo que cabe suponer su ejecución por el equipo de artistas franceses que construyeron la iglesia». Es, al mismo tiempo, «el único conjunto de pintura mural navarra del Primer Gótico y nos ofrece el repertorio navarro de pintura medieval no figurativa de mayor calidad».

## Galería

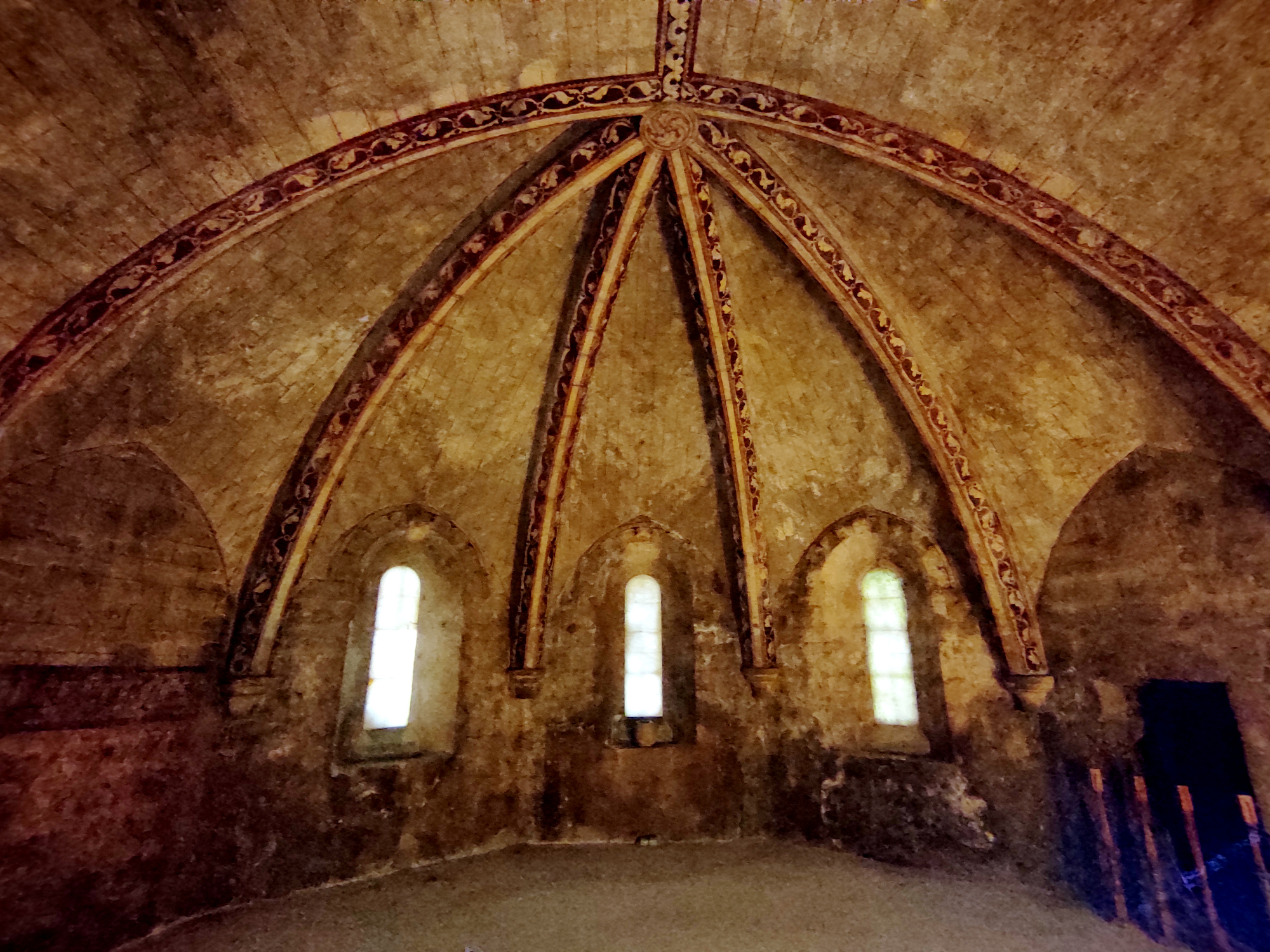
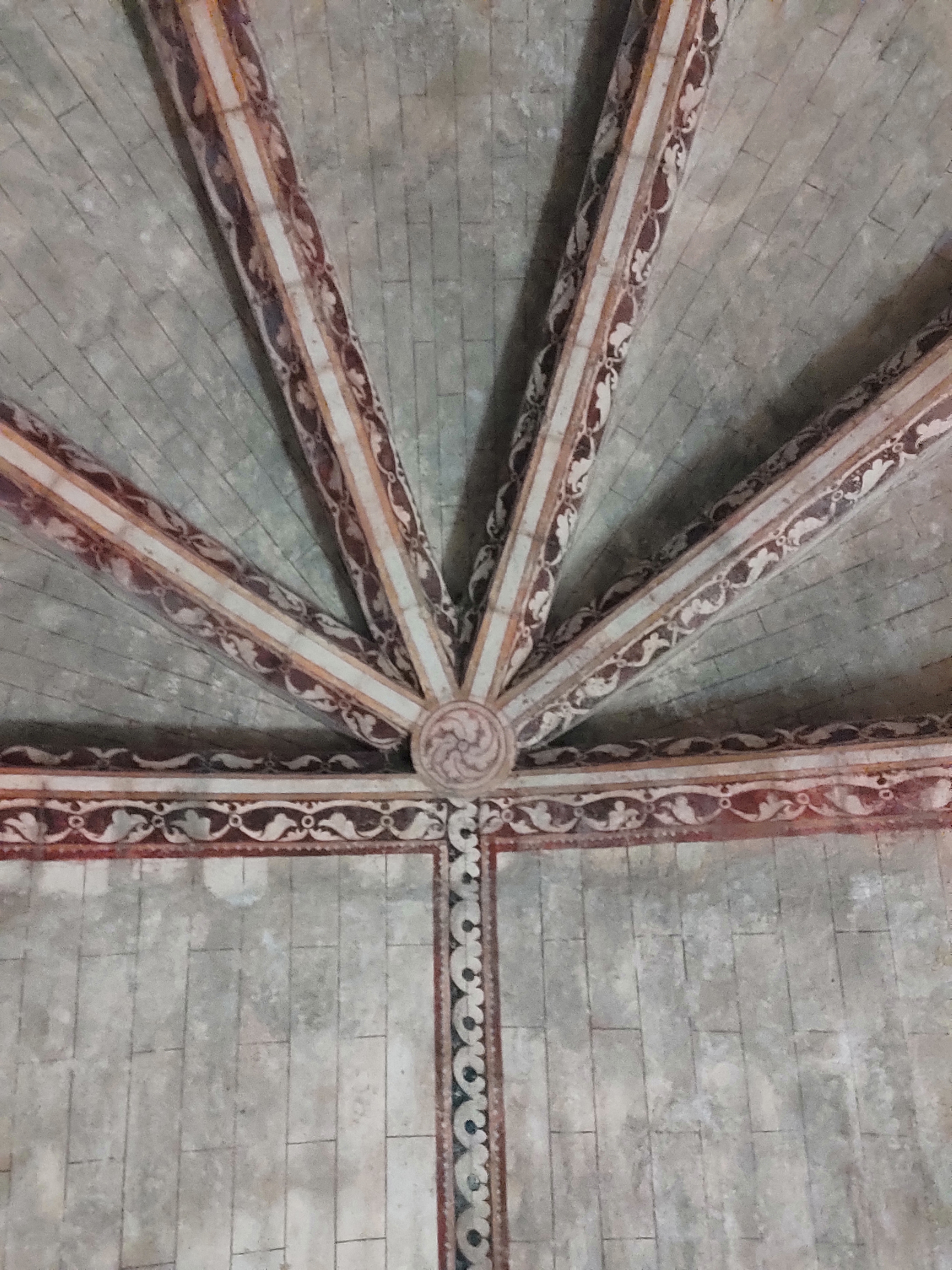
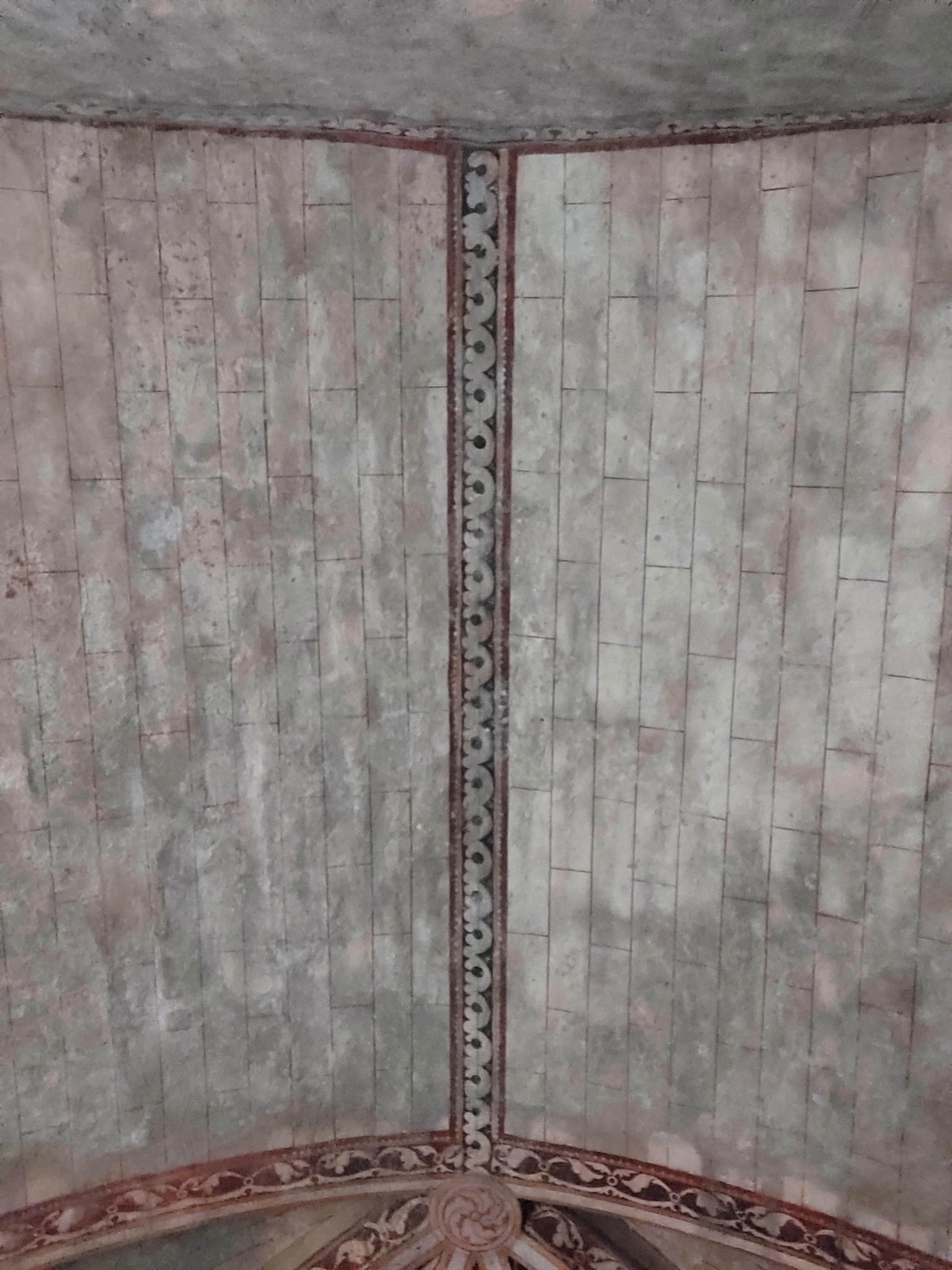
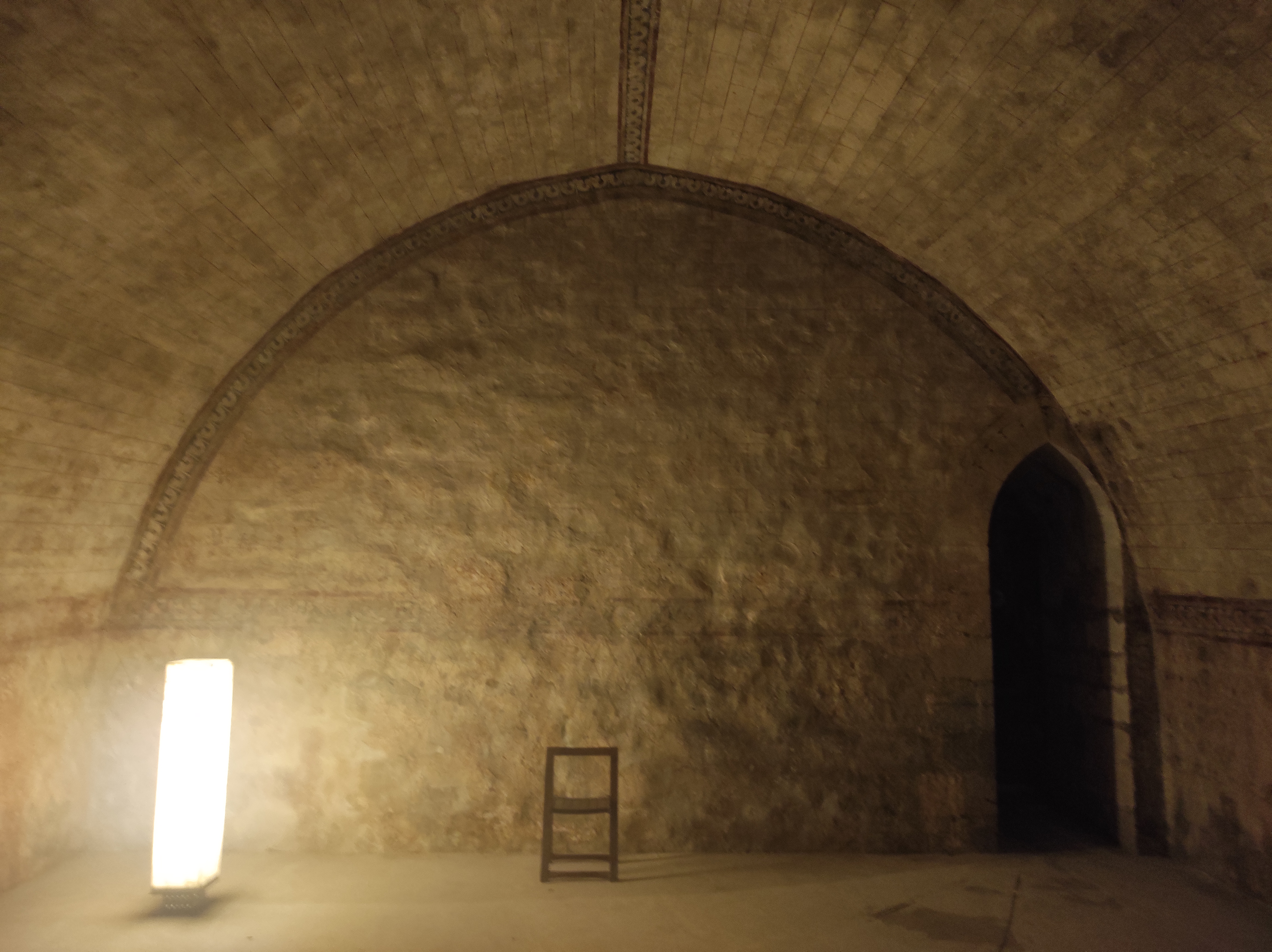
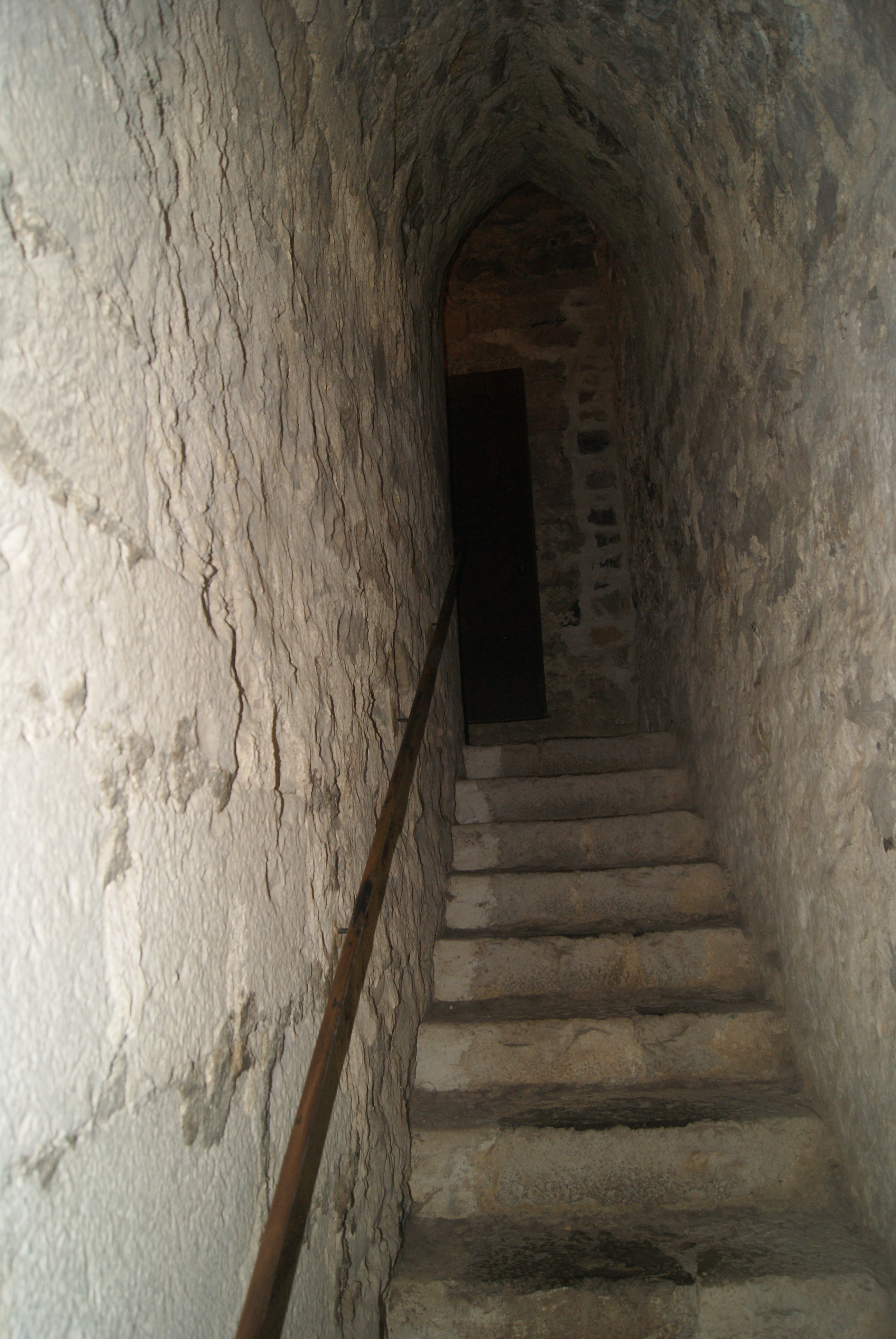